# Киперт, Генрих
Иога́нн Самуи́л Ге́нрих Ки́перт (нем. Johann Samuel Heinrich Kiepert; родился 31 июля 1818 года, Берлин, Пруссия — умер 21 апреля 1899 года, там же, Пруссия) — немецкий географ и картограф, член Прусской и Австрийской академий наук.

## Биография
Генрих Киперт родился в зажиточной семье крупного торговца. Уже в детстве мальчик интересовался дальними поездками и путешествиями. Друг семьи, выдающийся историк Леопольд фон Ранке посоветовал его родителям поддерживать это увлечение. В гимназические годы Киперт также много внимания уделяет древней истории. В 1836 году он поступает в берлинский университет Гумбольдта, где изучает классическую филологию и географию. В эти годы он, под руководством своего друга, профессора географии Карла Риттера, впервые издаёт свои первые исторические карты. Риттер также его знакомит с американским теологом, знатоком Палестины, Эдвардом Робинсоном, для которого Киперт составляет дорожные карты.
В 1839 году Риттер получил заказ от прусского военного ведомства на составление карт и оценке топографического описания Малой Азии, сделанного прусскими офицерами. Работа эта, в конце концов, была поручена Г. Киперту, который в 1841 году совершил с этой целью путешествие в Константинополь, по Греции, западной части Малой Азии и острову Лесбос. Во время этой поездки учёный тяжело заболел, и во время лечения выучил турецкий язык. После выздоровления он продолжил свои работы в Греции. В 1841 году выходит в свет первая часть его Атласа Греции и греческих колоний.
После возвращения в Берлин учёный изучает восточные языки — арабский, армянский, фарси. В 1846 году он удостаивается премии французской Академии литературы за вклад в изучение античных источников по римско-сасанидским войнам. В 1845 году Киперт возглавляет географическое отделение в Институте географии в Веймаре и занимается изданием картографического материала для школ. В 1852 он возвращается в Берлин, где занимается картографическими работами в одном из издательств. В 1854 Киперт становится членом Прусской королевской академии наук.

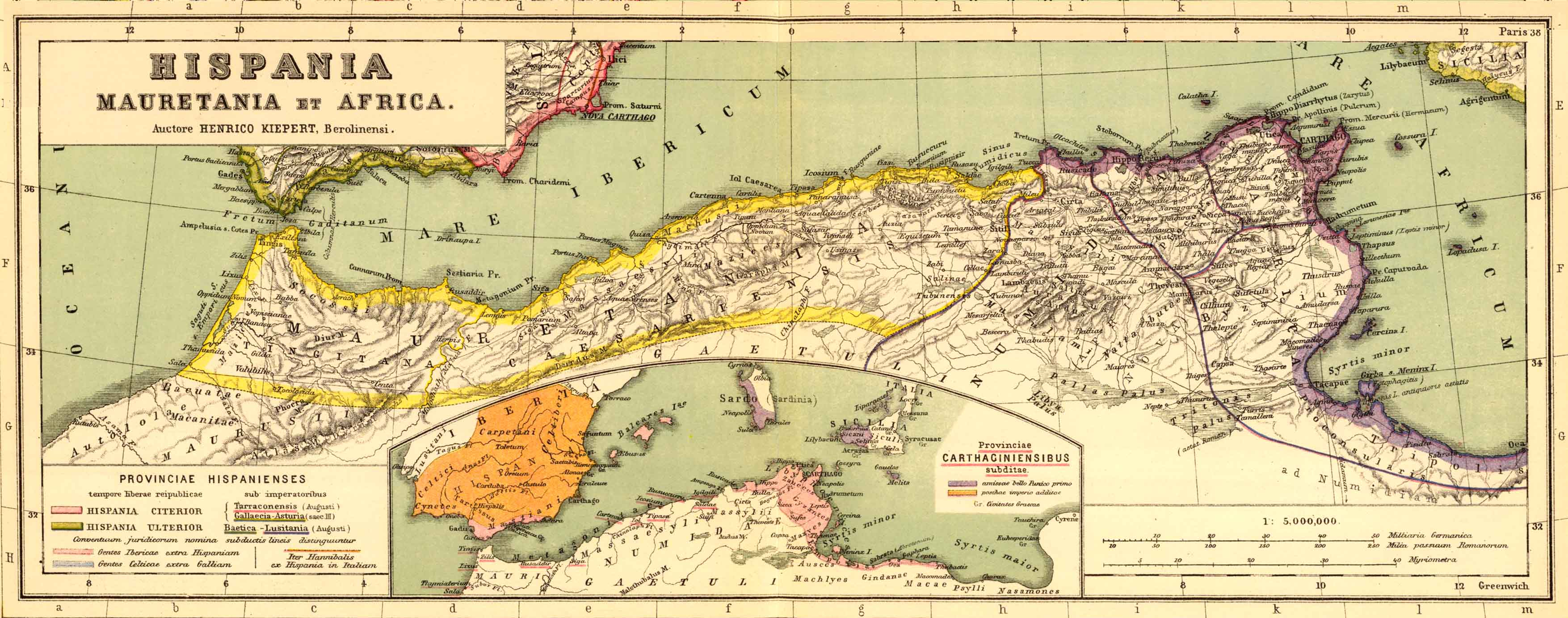
Карта античной Мавритании и Нумидии

В 1859 году учёный становится профессором географии в университете Гумбольдта (единственным, после смерти К. Риттера). В 1863 году он составляет карты по заказу Теодора Моммзена для его сочинения Corpus Inscriptionum Latinarum. В 1864 он становится директором топографического отделения Прусского королевского статистического бюро, где выполняет ряд важных государственных заказов. В 1869 году Киперт составляет карты для книги Наполеона III о походах Юлия Цезаря. В награду от французского императора учёный получает приглашение на открытие Суэцкого канала. Тогда же он осуществляет вместе с сыном Рихардом давно им задуманное путешествие по Египту, Палестине и Трансиордании. Затем путешественник отправляется на Кипр, Родос и в Малую Азию (Карию). В том же 1869 году он принимается в Берлинское общество антропологии, этнологии и первобытной истории.
В 1877 году Киперт становится одним из основателей Германского палестинского общества. В 1878 году в свет выходит его важнейшая работа — сочинение Lehrbuch der alten Geographie (Учебник по древней географии). В последующие годы учёный совершает путешествия в Турцию — посещает Пергам, Лидию, Смирну.
Сын Генриха Киперта, Рихард, также был географом и продолжил работу своего отца.

## Сочинения (избранное)
- Atlas von Hellas und den hellenischen Kolonien (Атлас Греции и греческих колоний). 24 Blätter, Berlin 1841—1844
- Palästina. 3 Bände, Halle 1841
- Karte von Kleinasien (Карты Малой Азии). 6 Blätter, Berlin 1843—1845
- Neuer handatlas der Erde (Новый малый атлас Земли). 40 Blätter, Berlin 1857—1860
- Atlas antiquus (Атлас древностей). Berlin 1861
- Großer Handatlas (Большой атлас Земли). Berlin 1893—1895
- Formae orbis antiqui (Атлас древнего мира). 36 Karten, Berlin 1893 ff., fortgesetzt von Richard Kiepert
- Lehrbuch der alten Geographie (Учебник по древней географии). Berlin 1878
- Leitfaden der alten Geographie (Руководство по древней географии). Berlin 1879.